# Lancia Thesis
Lancia Thesis är en stor sedanmodell som presenterades 2001 då den ersatte Kappamodellen. 

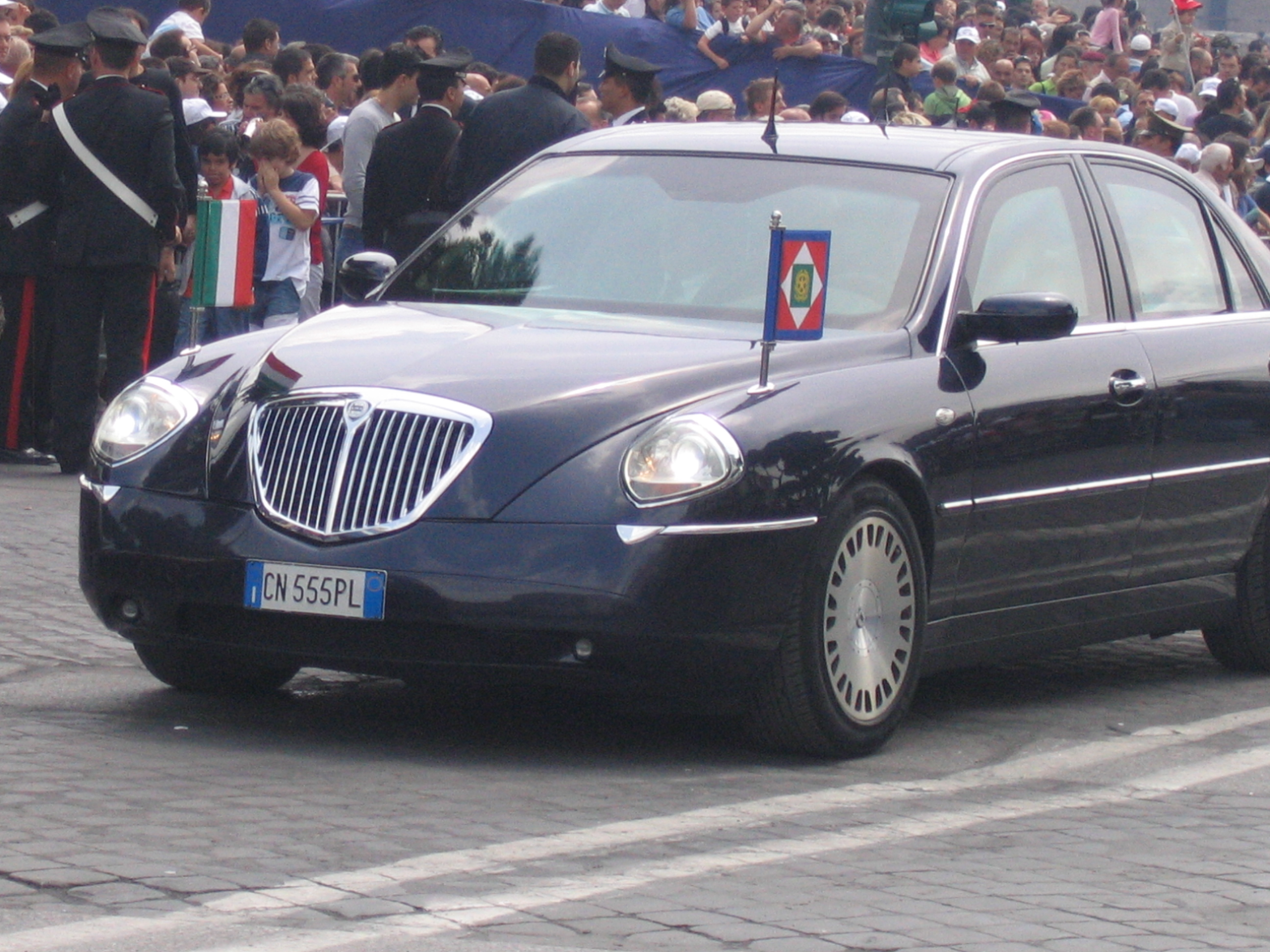
Lancia Thesis, officiellt fordon för Italiens president.

Modellen var Lancias flaggskepp och såldes med bensinmotorer på mellan 2,0 och 3,2 liters slagvolym, samt med en dieselmotor på 2,4 liter. Modellen används av Vatikanen och även av Italiens president. Modellen brukar synas i samband med EU-möten och vid officiella tillställningar i exempelvis Polen och Italien. 
Bilen har aldrig marknadsförts i Sverige. Produktionen av Lancia Thesis lades ner i början av 2009, efter att 16 000 exemplar tillverkats under det knappa decennium bilen producerades.